# 公正取引協会
公益財団法人公正取引協会（こうせいとりひききょうかい）は、独占禁止法及び関係法令の普及・啓発並びに事業者の法令遵守に関する支援する公益法人。

## 概要
1950年、公正取引委員会の発意によって、当時の公正取引委員会委員長をはじめ、関係官庁、財界、学界の有志が発起人となり、独占禁止法その他の経済法令の調査、研究、普及などを目的として設立された団体で、独占禁止法の専門研究機関である（同協会ウェブサイトより）。
定期刊行物に『月刊公正取引』、『公正取引委員会審決集』、『公正取引委員会排除命令集』、『公正取引委員会年次報告』のほか、公正取引委員会事務総局編『独占禁止法関係法令集』、各種関係法令の解説書を刊行している。また、会員（入会有料）に対しては、法令の解説講座・出版物の頒布、講師派遣などの講座の企画や情報提供を行っている。
- 所在：東京都港区赤坂1-4-1 赤坂KSビル2Ｆ
- 設立：1950年1月18日
- 会長：山田昭雄